# Aktiengesellschaft (Irland)
Die Limited Company (Ltd.), irisch Teoranta (Teo.), ist die irische Rechtsform der Aktiengesellschaft.
Es wird unterschieden:
- Private Company Limited by Shares (LTD company) (cuideachta phríobháideach faoi theorainn scaireanna)
- Designated Activity Company (DAC)
- Designated Activity Company Limited by Guarantee (DAC)
- company limited by guarantee (cuideachta faoi theorainn ráthaíochta)
- public limited company (cuideachta phoiblí theoranta)
- unlimited company (cuideachta neamhtheoranta)

Die private company limited by shares kann bis zu 149 Aktionäre haben, die single private company, eine Sonderform der private company limited by shares genau einen Aktienhalter. Für die private limited company ist kein Mindestkapital vorgeschrieben. Aktien dieser Gesellschaften dürfen nicht an der Börse gehandelt werden.
Eine public limited company kann die Aktien direkt an der Börse handeln. Für die Gründung ist ein Mindestkapital von 25.000 Euro notwendig.
Während die private limited companys hauptsächlich von kleinen und mittleren Unternehmen genutzt werden, sind börsennotierte Unternehmen eine public limited company.
Organe der irischen Aktiengesellschaft sind die Hauptversammlung (General Meeting), Vorstand (Board of Directors) und der Sekretär (Company Secretary). Es müssen mindestens zehn Vorstände (Directors) bestellt werden. Für den Sekretär gibt es keine entsprechende Stellung in deutschen Kapitalgesellschaften. Er ist hauptsächlich für administrative Angelegenheiten des Vorstandes verantwortlich und nicht Teil des Vorstandes. Die Aufgaben können jedoch in Personalunion von einem Vorstandsmitglied übernommen werden, wenn mehr als ein Vorstand bestellt ist.